# Volta a Lleó
La Volta a Lleó (en castellà Vuelta a León) és una competició ciclista per etapes que es disputa anualment per les carreteres de la província de Lleó. Malgrat existir un precedent el 1957, la cursa té l'origen l'any 1990. La competició als seus inicis es va mantenir com una prova amateur. El 2005 s'integrà a l'UCI Europa Tour, amb una categoria 2.2.
El 2014 tornà a passar a categoria amateur. Alessandro Fancellu en fou el darrer vencedor.

## Palmarès
| Any  | Vencedor               | Segon                     | Tercer                   |
| ---- | ---------------------- | ------------------------- | ------------------------ |
| 1990 | Fernando Ferrero       |                           |                          |
| 1991 | Oleg Katxenko          |                           |                          |
| 1992 | Manuel Fernández Ginés |                           |                          |
| 1993 | Miguel Ángel Peña      |                           |                          |
| 1994 | José Francisco Jarque  |                           |                          |
| 1995 | Ginés Salmerón         |                           |                          |
| 1996 | José Enrique Gutiérrez |                           |                          |
| 1997 | Gustavo Miguel Otero   |                           |                          |
| 1998 | Serguei Lelekin        |                           |                          |
| 1999 | Domenico Romano        |                           |                          |
| 2000 | Ramon Quesada          |                           |                          |
| 2001 | Egoi Martínez          | Lander Euba               | Pavel Kavetski           |
| 2002 | Francisco Palacios     | Héctor Guerra             | Aitor Pérez Arrieta      |
| 2003 | Javier Ramírez Abeja   | Jaume Rovira              | Joaquin Ribeiro          |
| 2004 | Víctor García          | Ángel Vallejo             | Víctor Gómez             |
| 2005 | Enrique Salgueiro      | Diego Gallego             | Juan José Abril          |
| 2006 | José Antonio Carrasco  | Alberto Martos            | José Canovas             |
| 2007 | Miyataka Shimizu       | Yukiya Arashiro           | Víctor Manuel Gómez      |
| 2008 | Wout Poels             | Fabio Terrenzio           | David Belda              |
| 2009 | David Belda            | Freddy Montaña            | Luca Zanasca             |
| 2010 | Ángel Vallejo          | Enrique Salgueiro         | Junya Sano               |
| 2011 | Marc Goos              | Jonathan Tiernan-Locke    | Josué Enzo Moyano        |
| 2012 | José Belda             | Ángel Vallejo             | Sergei Belykh            |
| 2013 | Jordi Simón            | Merhawi Kudus             | Ever Rivera              |
| 2014 | Aritz Bagües           | Juan Ignacio Pérez Martin | Adrià Moreno             |
| 2015 | Cristián Rodríguez     | Jorge Arcas               | Sergio Rodríguez Reche   |
| 2016 | Wolfgang Burmann       | Antonio Soto              | Óscar González del Campo |
| 2017 | Willem Smit            | Juan Antonio López        | Roberto Méndez           |
| 2018 | Óscar González Brea    | Anatoliy Budyak           | Nicolás Sáenz            |
| 2019 | Alessandro Fancellu    | Sergio Araiz              | Ådne Holter              |